# درجه (شیب)

d = طول افقی Δh =ارتفاع l = طول شیب α = درجه شیب

تابلوی راهنمایی و رانندگی در فنلاند که شیبی رو به پایین با ۷ درصد شیب را نمایش می‌دهد.

درجه، که به صورت شیب و زاویه و بالارفتگی نیز یاد می‌شود، به انحنای یک سطح شیب‌دار نسبت به افق مطلق گفته می‌شود. چنین چیزی نوع ویژه‌ای از گرادیان در حسابان است که در آن صفر، نشان دهندهٔ میزان گرانش است.
از درجه برای نشان دادن شیب پدیده‌های فیزیکی همچون ژرف‌دره‌ها، تپه‌ها، و بستر رودخانه‌ها بهره گرفته می‌شود. همچنین درجه در ساخت و ساز بناها و سازه‌هایی چون راه‌ها، چشم‌اندازها، ریل‌های راه‌آهن، و آب‌گذرها کاربرد دارد.